# Graeme Murty
Pour les articles homonymes, voir Murty.
Graeme Murty est un footballeur écossais, né le 13 novembre 1974 à Middlesbrough.

## Carrière de joueur
- 1992-1998 : York City  Angleterre
- 1998-2009 : Reading FC  Angleterre
  - jan. 2009-2009 : Charlton Athletic  Angleterre
- 2009-2010 : Southampton FC  Angleterre

## Carrière d'entraineur
- fév. 2017-mars 2017 : Glasgow Rangers  Écosse
- oct. 2017-mai 2018 : Glasgow Rangers  Écosse